# Station Emmen Bargeres
Station Emmen Bargeres was een spoorwegstation te Emmen.

## Het station
Station Emmen Bargeres werd geopend op 1 juni 1975 waarbij gelijktijdig station Bergentheim werd gesloten. De glazen wachtruimte dateerde uit 1978. Het perron lag aan een enkelsporige lijn, deels op een viaduct boven de Rondweg Emmen. Bij de aanleg werd rekening gehouden met een toekomstige spoorverdubbeling, door het viaduct breed genoeg te maken voor een extra spoor en perron. De verdubbeling is er echter tot op heden niet gekomen.
Emmen Bargeres werd in april 2011 gesloten, toen tegelijkertijd Emmen Zuid werd geopend. De sloop van het station vond in mei 2011 plaats. Alleen het metalen kunstwerk, Pallissade II van Evert Strobos, dat in 1996 geplaatst is, rest nog op de plek waar eens het station was. Dit kunstwerk is onderdeel van de kunstroute langs het spoortraject Emmen-Zwolle.
0: Zwolle ·
5: Herfte-Veldhoek ·
8: Marshoek-Emmen ·
12: Dalfsen ·
15: Rechteren ·
19: Vilsteren ·
23: Ommen ·
25: Sterkamp ·
29: Junne ·
31: Beerze ·
34: Mariënberg ·
37: Bergentheim ·
Brucht ·
42: Hardenberg ·
45: Baalder-Radewijk ·
48: Gramsbergen ·
50: De Haandrik ·
55: Coevorden ·
59: Dalen ·
62: Dalerveen ·
66: Nieuw Amsterdam ·
70: Emmen Zuid ·
71: Emmen Bargeres ·
72: Zuidbarge ·
75: Emmen ·
79: Weerdinge ·
82: Valthe ·
87: Exloo ·
93: Buinen ·
95: Drouwen ·
100: Gasselternijveen ·
103: Tweede Dwarsdiep ·
107: Stadskanaal
Assen ·
Beilen ·
Coevorden ·
Dalen ·
Emmen ·
-Zuid ·
Hoogeveen ·
Meppel ·
Nieuw Amsterdam

Zie ook: lijst van voormalige spoorwegstations in Drenthe